# العلاقات الدومينيكانية الفيجية
العلاقات الدومينيكانية الفيجية هي العلاقات الثنائية التي تجمع بين جمهورية الدومينيكان وفيجي.

## مقارنة بين البلدين
هذه مقارنة عامة ومرجعية للدولتين:
| وجه المقارنة                                              | جمهورية الدومينيكان | فيجي                                                                 |
| --------------------------------------------------------- | ------------------- | -------------------------------------------------------------------- |
| المساحة (كم2)                                             | 48.67 ألف           | 18.27 ألف                                                            |
| عدد السكان (نسمة)                                         | 10.40 مليون         | 915.30 ألف                                                           |
| الكثافة السكانية (ن./كم²)                                 | 213.68              | 50.1                                                                 |
| العاصمة                                                   | سانتو دومينغو       | سوفا                                                                 |
| اللغة الرسمية                                             | اللغة الإسبانية     | لغة إنجليزية، اللغة الفيجية، اللغة الفيجي الهندية، اللغة الهندستانية |
| العملة                                                    | بيزو دومنيكاني      | دولار فيجي                                                           |
| الناتج المحلي الإجمالي (بليون دولار)                      | 75.93 مليار         | 5.06 مليار                                                           |
| الناتج المحلي الإجمالي (تعادل القوة الشرائية) بليون دولار | 149.89 مليار        | 8.32 مليار                                                           |
| الناتج المحلي الإجمالي الاسمي للفرد دولار أمريكي          | 6.47 ألف            | 4.96 ألف                                                             |
| الناتج المحلي الإجمالي للفرد دولار أمريكي                 | 13.26 ألف           | 8.79 ألف                                                             |
| مؤشر التنمية البشرية                                      | 0.715               | 0.727                                                                |
| رمز المكالمات الدولي                                      | +1809، +1829، +1849 | +679                                                                 |
| رمز الإنترنت                                              | .do                 | .fj                                                                  |
| المنطقة الزمنية                                           | 00                  | ت ع م+12:00                                                          |

## منظمات دولية مشتركة
يشترك البلدان في عضوية مجموعة من المنظمات الدولية، منها:
| علم المنظمة | اسم المنظمة                                 | تاريخ انضمام جمهورية الدومينيكان | تاريخ انضمام فيجي |
| ----------- | ------------------------------------------- | -------------------------------- | ----------------- |
|             | تحالف الدول الجزرية الصغيرة                 | ?                                | ?                 |
|             | المنظمة الهيدروغرافية الدولية               | ?                                | ?                 |
|             | الاتحاد البريدي العالمي                     | ?                                | ?                 |
|             | يونسكو                                      | 4 نوفمبر 1946                    | 14 يوليو 1983     |
|             | البنك الدولي للإنشاء والتعمير               | 18 سبتمبر 1961                   | 28 مايو 1971      |
|             | منظمة التجارة العالمية                      | ?                                | ?                 |
|             | وكالة ضمان الاستثمار متعدد الأطراف          | 7 مارس 1997                      | 24 سبتمبر 1990    |
|             | منظمة الشرطة الجنائية الدولية               | ?                                | ?                 |
|             | مؤسسة التمويل الدولية                       | 31 أكتوبر 1961                   | 12 يوليو 1979     |
|             | الأمم المتحدة                               | 24 أكتوبر 1945                   | 13 أكتوبر 1970    |
|             | مجموعة دول أفريقيا والكاريبي والمحيط الهادئ | ?                                | ?                 |
|             | مؤسسة التنمية الدولية                       | 16 نوفمبر 1962                   | 29 سبتمبر 1972    |
|             | منظمة حظر الأسلحة الكيميائية                | ?                                | ?                 |

## وصلات خارجية
- موقع وزارة الخارجية الفيجية